# 2004년 금성 일면통과

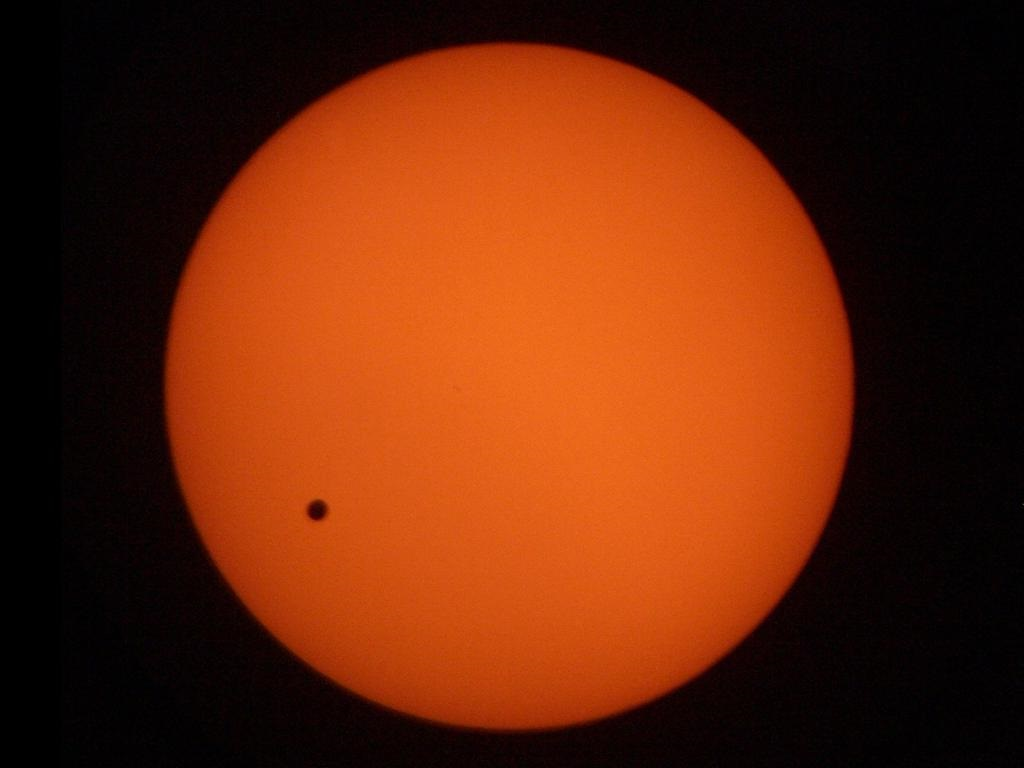
홍콩 시각 15시 39분(UTC 07시 39분)에 홍콩 투엔 문에서 촬영한 사진.

2004년 금성의 태양면 통과 현상은 2004년 6월 8일에 있었다. 이 천문 현상은 전 세계적인 주목을 받았는데 이는 방송 미디어가 개발된 이후 처음으로 맞는 금성 일면통과였기 때문이다. 2004년 시점에서 바로 직전 금성 일면통과를 기억하고 증언할 수 있는 사람은 지구상에 남아 있지 않았다 (직전 일면통과는 1882년 12월 6일에 있었다).

## 가시성

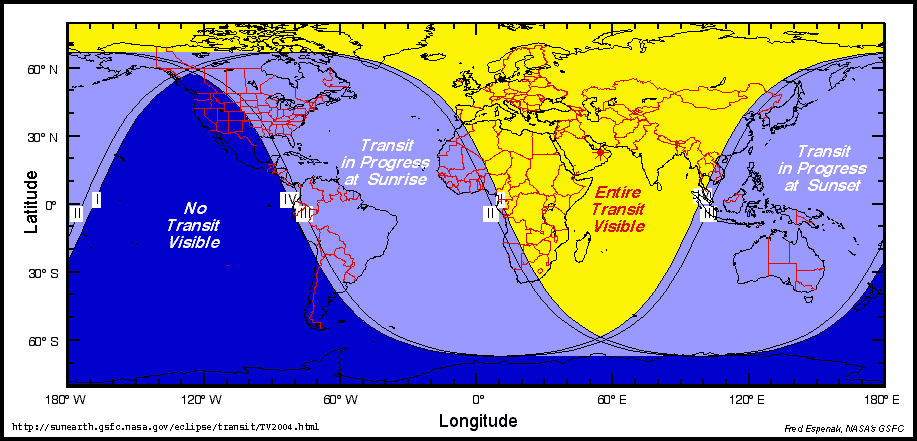
2004년 일면통과 현상을 관측 가능했던 지역

일면통과는 유럽, 아시아, 아프리카에서 가장 잘 관측할 수 있었으며 북아메리카 동부에서는 일면통과가 끝나갈 무렵만 관측이 가능했다. 북아메리카 서부, 하와이, 뉴질랜드에서는 관측이 불가능했다.
우측 그림에는 지구상에서 일면통과를 볼 수 있었던 지역을 표시하고 있다.

## 시각표
다음 표 및 그림에는 지구 중심부에서 금성 일면통과를 바라보았다고 가정했을 경우 여러 사건들(좌에서 우로 차례대로 1차 접촉, 2차 접촉, 중간점, 3차 접촉, 4차 접촉임)의 시각을 싣고 있다. 시차 때문에 실질적인 관측 시각은 지구상 위치에 따라 최대 7분까지 차이가 날 수 있다.
| 2004년 6월 8일 일면 통과 UTC 기준 사건 시각 | 2004년 6월 8일 일면 통과 UTC 기준 사건 시각 | 2004년 6월 8일 일면 통과 UTC 기준 사건 시각 | 2004년 6월 8일 일면 통과 UTC 기준 사건 시각 | 2004년 6월 8일 일면 통과 UTC 기준 사건 시각 |
| I                                           | II                                          | 중간점                                      | III                                         | IV                                          |
| ------------------------------------------- | ------------------------------------------- | ------------------------------------------- | ------------------------------------------- | ------------------------------------------- |
| 05:13:29                                    | 05:32:55                                    | 08:19:44                                    | 11:06:33                                    | 11:25:59                                    |
|                                             |                                             |                                             |                                             |                                             |

## 매체

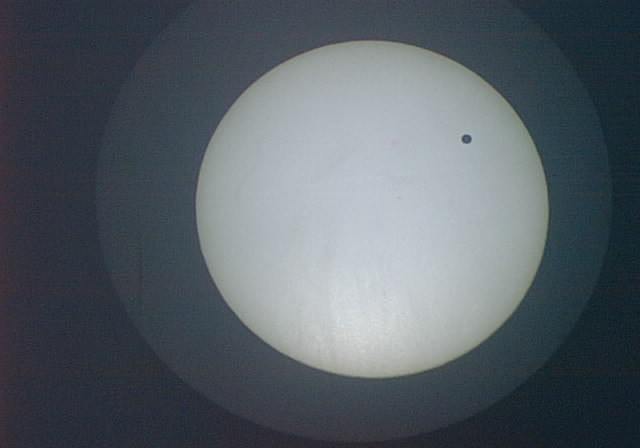
UTC 07:41에 벵갈루루에서 관측한 일면통과 현상. 태양면에 금성이 진입한 지 2시간 정도 흐른 상태에서 촬영. 사진은 문서 상단의 그림과 비교하기 좋게 거꾸로 뒤집었기 때문에 금성은 태양면 위쪽을 지나가는 것으로 보인다.
- 지구 시점에서 바라본 금성 일면통과를 애니메이션으로 만든 것.
- 2004년 금성 일면통과의 근접 영상. 자외선 스펙트럼 영역에서 기록했음.

## 같이 보기
- 금성 일면통과
- 2012년 금성 일면통과